# Poa perrieri
Poa perrieri är en gräsart som beskrevs av Aimée Antoinette Camus. Poa perrieri ingår i släktet gröen, och familjen gräs. Inga underarter finns listade i Catalogue of Life.